# Verner Laaksonen
Johan Verner Laaksonen (ur. 7 listopada 1895 w Orimattili, zm. 10 listopada 1985 w Helsinkach) – fiński lekkoatleta, długodystansowiec.
Podczas igrzysk olimpijskich w Amsterdamie (1928) zajął 12. miejsce w maratonie z czasem 2:41:35.
Reprezentował klub Helsingin Jyry.

## Rekordy życiowe
- Bieg maratoński – 2:35:21 (1927), najlepszy wynik na świecie w sezonie 1927[1]